# سمیر بن شناف
سمیر بن شناف (عربی: سمير بن شناف؛ زادهٔ ۷ مارس ۱۹۸۰) کشتی‌گیر اهل الجزایر است.
وی در وزن ۵۵ کیلوگرم کشتی فرنگی بازی‌های المپیک تابستانی ۲۰۰۴ شرکت کرده است.